# Cratere Leyster
Leyster  è un cratere sulla superficie di Venere. Deve il proprio nome alla pittrice e disegnatrice olandese Judith Leyster.